# Epidendrum vareschii
Epidendrum vareschii är en orkidéart som beskrevs av Ernesto Foldats. Epidendrum vareschii ingår i släktet Epidendrum och familjen orkidéer. Inga underarter finns listade i Catalogue of Life.